# José Luis López Ramírez
José Luis López Ramírez (né le 31 mars 1981 à San José au Costa Rica) est un footballeur international costaricien, qui évoluait au poste de milieu de terrain.

## Biographie

### Carrière en sélection
Avec l'équipe du Costa Rica, il joue 34 matchs (pour aucun but inscrit) entre 2003 et 2011. Il figure notamment dans le groupe des sélectionnés lors de la Gold Cup de 2005.
Il participe également aux JO de 2004 organisés en Grèce.
Il joue enfin la Coupe du monde des moins de 20 ans 2011 à Salta.

## Palmarès
Deportivo Saprissa
Coupe des Champions CONCACAF   (1):
Champion : 2005
 Melbourne Victory
Championnat d'Australie (1) :
Champion : 2008-09.